# رود ایندیگا
رود ایندیگا (انگلیسی: Indiga) یک رودخانه در ناحیه خودگردان ننتس کشور روسیه است.